# Санта-Інес (Каліфорнія)
Санта-Інес (англ. Santa Ynez) — переписна місцевість (CDP) в США, в окрузі Санта-Барбара штату Каліфорнія. Населення — 4505 осіб (2020).

## Географія
Санта-Інес розташована за координатами 34°37′9″ пн. ш. 120°5′38″ зх. д. / 34.61917° пн. ш. 120.09389° зх. д. (34.619076, -120.093923).  За даними Бюро перепису населення США в 2010 році переписна місцевість мала площу 13,32 км², з яких 13,30 км² — суходіл та 0,02 км² — водойми.

## Демографія
Згідно з переписом 2010 року, у переписній місцевості мешкало 4418 осіб у 1741 домогосподарстві у складі 1270 родин. Густота населення становила 332 особи/км².  Було 1886 помешкань (142/км²).
Расовий склад населення:
| - 85,9 % — білих - 5,3 % — корінних американців - 1,2 % — азіатів - 0,3 % — чорних або афроамериканців - 0,1 % — вихідців з тихоокеанських островів - 3,3 % — осіб інших рас |

До двох чи більше рас належало 3,9 %. Частка іспаномовних становила 14,5 % від усіх жителів.
За віковим діапазоном населення розподілялося таким чином: 20,7 % — особи молодші 18 років, 59,4 % — особи у віці 18—64 років, 19,9 % — особи у віці 65 років та старші. Медіана віку мешканця становила 47,8 року. На 100 осіб жіночої статі у переписній місцевості припадало 96,3 чоловіків;  на 100 жінок у віці від 18 років та старших — 91,7 чоловіків також старших 18 років.
Середній дохід на одне домашнє господарство  становив 117 231 долар США (медіана — 100 202), а середній дохід на одну сім'ю — 134 734 долари (медіана — 133 966). Медіана доходів становила 79 036 доларів для чоловіків та 52 802 долари для жінок. За межею бідності перебувало 8,3 % осіб, у тому числі 5,3 % дітей у віці до 18 років та 14,0 % осіб у віці 65 років та старших.
Цивільне працевлаштоване населення становило 2238 осіб. Основні галузі зайнятості: освіта, охорона здоров'я та соціальна допомога — 19,0 %, науковці, спеціалісти, менеджери — 18,5 %, роздрібна торгівля — 12,3 %, виробництво — 11,4 %.